# 아돌프 삭스

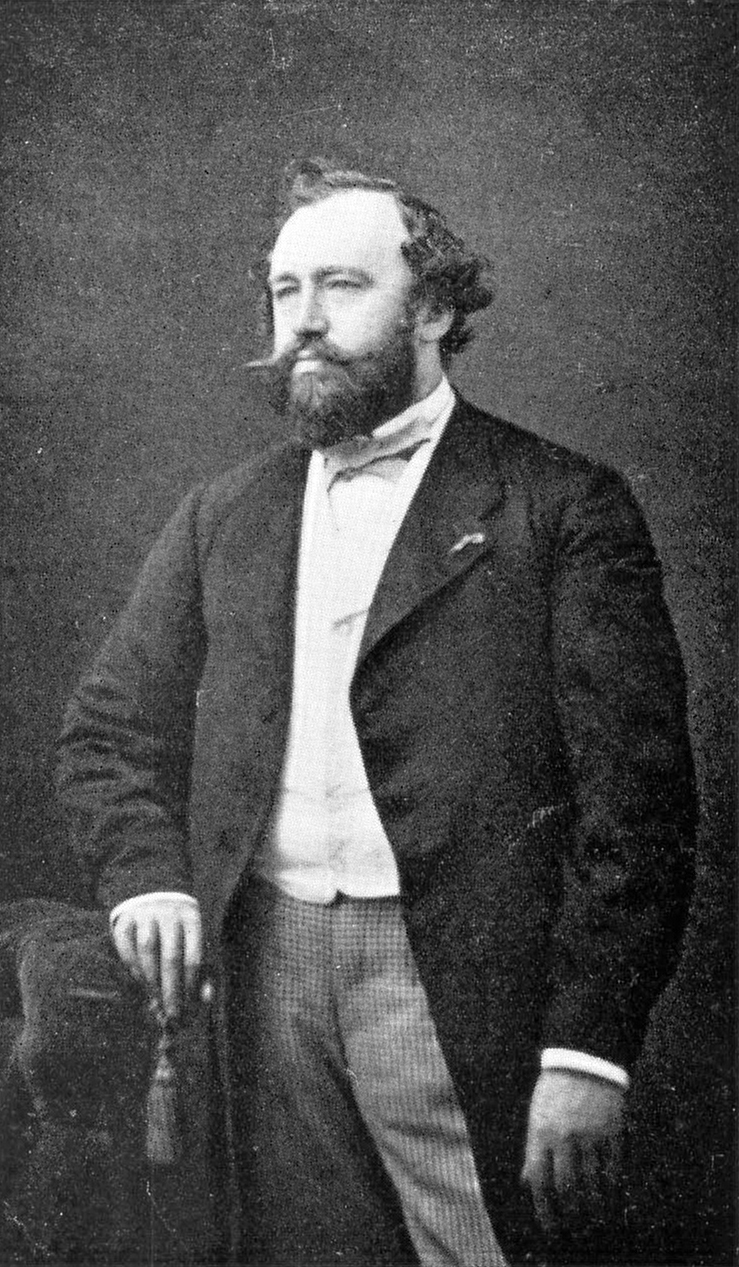
아돌프 삭스

아돌프 삭스(프랑스어: Adolphe Sax, 1814년 11월 6일 - 1894년 2월 4일)는 벨기에의 음악가로, 색소폰의 발명가로 알려져 있다.

## 참고 문헌
- Malou Haine, 1980,Adolphe Sax, Editions Université Bruxelles : Bruxelles
- Jean-Pierre Thiollet, 2004, Sax, Mule & Co, H & D : Paris. ISBN 2 914 266 03 0